# Skallerormar
Skallerormar (Crotalus), eller egentliga skallerormar, är ett släkte i familjen huggormar.
Det är medelstora giftormar som kännetecknas av ett ombildat organ vid svansens slut, som får ytterligare ett segment vid varje skinnömsning. Organet saknas bara hos ungdjur och hos en art (Crotalus catalinensis), som förekommer på ön Santa Catalina Island i Californiaviken. 
Habitatet varierar mycket mellan olika populationer. Släktets medlemmar hittas till exempel i steniga eller sandiga öknar, i gräsmarker, i tempererade skogar och i fuktiga tropiska skogar. Arterna äter huvudsakligen ödlor, småfåglar och mindre däggdjur. Honor föder levande ungar (ovovivipari).
De två största arterna i släktet, som omfattar cirka 40 arter, är Crotalus adamanteus och Crotalus atrox, som vanligtvis kan bli över 1,5 meter långa. Skallerormar förekommer bara i Amerika. 
När skallerormen känner sig hotad vibrerar den snabbt sin svansspets, och det karakteristiska "skallrande" ljudet hörs. Skallerormar har ett mer eller mindre tydligt sicksackmönster på sin kropp. 

## Gift och symtom
Skallerormens gift är hemotoxiskt och orsakar liknande skador som huggormens med hemolys (röda blodkroppar spricker), lokala vävnadsskador (nekros) och även generella symtom då även förlamningar kan inträffa. Däremot är kliniskt signifikanta blödningar ovanliga.
Allmänsymtom kan förekomma momentant om giftinjektionen skett direkt till blodbanan, vilket är ovanligt utan vanligen utvecklar de sig gradvis. Cirka en fjärdedel av de bitna får även mag- och tarmsymtom som buksmärtor, kräkningar och diarré. Smärtan vid bettstället kan variera mycket i intensitet, men beskrivs ofta som svårare än vid motsvarande huggormsbett. Efterhand som ödem och svullnad utvecklas tilltar värken och ett hemorragiskt inslag med blödningar i huden orsakar en blåaktig missfärgning, som i utbredda fall kan omfatta hela den bitna extremiteten och delar av bålen. Vid svåra fall sker en lokal nekros i själva bettregionen.
Andelen fall som bedömts som allvarliga har under senare decennier varit cirka 10% bland de som sökt sjukvård medan dödligheten beräknats till 1-2 promille av de som blivit bitna och som kommit till allmän kännedom.

## Arter
The Reptile Database (2016) listar följande arter:
- Crotalus adamanteus PALISOT DE BEAUVOIS, 1799
- Crotalus angelensis KLAUBER, 1963
- Crotalus aquilus KLAUBER, 1952
- Crotalus armstrongi CAMPBELL, 1979
- Crotalus atrox BAIRD & GIRARD, 1853
- Crotalus basiliscus (COPE, 1864)
- Crotalus campbelli BRYSON JR, LINKEM, DORCAS, LATHROP, JONES, ALVARADO-DÍAZ,, GRÜNWALD & MURPHY, 2014
- Crotalus catalinensis CLIFF, 1954
- Crotalus cerastes HALLOWELL, 1854
- Crotalus cerberus (COUES, 1875)
- Crotalus culminatus KLAUBER, 1952
- Crotalus durissus LINNAEUS, 1758
- Crotalus enyo COPE, 1861
- Crotalus ericsmithi CAMPBELL & FLORES-VILLELA, 2008
- Crotalus horridus LINNAEUS, 1758
- Crotalus intermedius TROSCHEL, 1865
- Crotalus lannomi TANNER, 1966
- Crotalus lepidus KENNICOTT, 1861
- Crotalus mitchellii COPE, 1861
- Crotalus molossus BAIRD & GIRARD, 1853
- Crotalus morulus KLAUBER, 1952
- Crotalus oreganus HOLBROOK, 1840
- Crotalus ornatus HALLOWELL, 1854
- Crotalus polystictus (COPE, 1865)
- Crotalus pricei VAN DENBURGH, 1895
- Crotalus pusillus KLAUBER, 1952
- Crotalus pyrrhus (COPE, 1866)
- Crotalus ravus COPE, 1865
- Crotalus ruber COPE, 1892
- Crotalus scutulatus KENNICOTT, 1861
- Crotalus simus LATREILLE, 1801
- Crotalus stejnegeri DUNN, 1919
- Crotalus stephensi KLAUBER, 1930
- Crotalus tancitarensis ALVARADO-DÍAZ & CAMPBELL, 2004
- Crotalus tigris KENNICOTT, 1859
- Crotalus tlaloci BRYSON, LINKEM, DORCAS, LATHROP, JONES, ALVARADO-DÍAZ, GRÜNWALD & MURPHY, 2014
- Crotalus totonacus GLOYD & KAUFFELD, 1940
- Crotalus transversus TAYLOR, 1944
- Crotalus triseriatus WAGLER, 1830
- Crotalus tzabcan KLAUBER, 1952
- Crotalus vegrandis KLAUBER, 1941
- Crotalus viridis RAFINESQUE, 1818
- Crotalus willardi MEEK, 1905